# CDLA
Le Centre des livres d'artistes (cdla) est une institution régionale dédiée au livre d'artiste installée depuis 1994 en Limousin, à Saint-Yrieix-la-Perche, à 40 km au sud-ouest de Limoges.

## Situation
La création de ce centre a comme origine la Première Biennale du livre d’artiste organisée en 1989, en partenariat avec la ville d'Uzerche, par l'association Pays-Paysage fondée par l'artiste Henri Cueco en 1979.
Cette biennale a connu douze éditions et a donné lieu à plusieurs catalogues.
Depuis 2005, le cdla occupe un bâtiment situé dans le centre historique de la ville, avec trois salles d’exposition, une salle pour la diffusion de vidéos et de documents sonores, une salle de conservation de la collection (plus de 1 500 ouvrages), une salle pour les activités pédagogiques et des bureaux. D'autre part, le cdla accueille des artistes en résidence.
Le cdla est dirigé par Didier Mathieu, qui fut le fondateur des éditions Sixtus,.

## Financement
Le cdla est soutenu par :
- le Ministère de la Culture – Direction régionale des Affaires culturelles,
- le conseil régional de Nouvelle-Aquitaine,
- le service culturel de la ville de Saint-Yrieix-la-Perche,
- le conseil départemental de la Haute-Vienne.

## Publications
(Quelques exemples.)
- Affiches d'Hubert Renard
- Claude Rutault, AMZ ou « le soleil brille pour tout le monde » dé-finition /méthode 169. 1985-87, 2011
- Ghérasim Luca, Cahiers de l’abbaye Sainte-Croix N° 110, coédition musée de l'abbaye Sainte-Croix – Les Sables-d’Olonne, CIPM – Marseille, cdla  (ISBN 2-913981-37-2) (BNF 41352608)
- Lefevre Jean-Claude, 1972-2007
- Elsa Werth, Un jour dans Le Monde (4 octobre 2019), 2020  (ISBN 978-2-917393-11-6)[9]